# Province de Sud Chichas
La province de Sud Chichas est une des 16 provinces du département de Potosí, en Bolivie. Son chef-lieu est la ville de Tupiza.

## Population
Sa population s'élevait à 47 873 habitants au recensement de 2001.

## Administration
La province est subdivisée en deux municipalités (municipios) :
- Tupiza
- Atocha